# کوماجیا
کوماجیا (به لاتین: Komajia) یک منطقهٔ مسکونی در ماداگاسکار است که در خیره کننده واقع شده‌است. کوماجیا ۴٬۰۰۰ نفر جمعیت دارد و ۲۳۰ متر بالاتر از سطح دریا واقع شده‌است.